# Novembre 2014
Novembre 2014 est le 11e mois de l'année 2014.

## Événements
- 1er novembre :
  - au Burkina Faso, après la démission de Blaise Compaoré, le lieutenant-colonel Isaac Zida devient chef de l'État de transition[1] ;
  - la nouvelle Commission européenne présidée par Jean-Claude Juncker entre en fonction.
- 2 novembre : le premier ministre Victor Ponta arrive en tête de l'élection présidentielle en Roumanie, devant Klaus Iohannis.
- 4 novembre : élections législatives et sénatoriales aux États-Unis, lors desquelles le Parti républicain conserve la majorité à la Chambre des représentants et l'acquiert au Sénat.
- 5 novembre : le Parlement mongol vote par 36 voix contre 30 la défiance envers le premier ministre Norovyn Altankhuyag, accusé de corruption. Il est remplacé par le vice-premier ministre Dendev Terbishdagva, chargé de l'intérim.
- 7 novembre : en Bulgarie, Boïko Borisov chargé de former un nouveau gouvernent le 5 novembre par le président Rosen Plevneliev, entre en fonction après avoir remporté le même jour un vote de confiance au Parlement. Il succède à l'indépendant Gueorgui Bliznachki.
- 9 novembre :
  - plus de 80 % des votants se prononcent lors d'une consultation en Catalogne pour que celle-ci devienne un État indépendant. Mais ce référendum est déclaré nul par le Tribunal constitutionnel espagnol.
  - le ministre du pétrole et des mines Khaled Bahah devient premier ministre du Yémen en remplacement du démissionnaire Muhammad Basindawa.
- 12 novembre : contact entre l'atterrisseur Philae de la sonde Rosetta lancée le 2 mars 2004 et la comète Tchourioumov-Guerassimenko.
- 14 et 15 novembre : sommet du G20 à Brisbane en Australie.
- 16 novembre :
  - le chrétien-libéral Klaus Iohannis remporte le second tour de l'élection présidentielle en Roumanie avec 54 % des voix face au favori le premier ministre social-démocrate Victor Ponta.
  - le travailleur humanitaire américain Peter Kassig, enlevé en Syrie en octobre 2013 et détenu par des djihadistes de l'État islamique, est tué par décapitation[2].
- 17 novembre : Dragan Čović et Mladen Ivanić élus le 12 octobre dernier respectivement représentant de la communauté croate et représentant de la communauté serbe entrent en fonction au sein de la présidence du collège présidentiel de Bosnie-Herzégovine. Mladen Ivanić en prend la présidence.
- 19 novembre :
  - les élections législatives aux îles Salomon se soldent par la victoire des candidats indépendants. Ils remportent 32 des 50 sièges. La surprise vient du fait que le Premier ministre sortant, Gordon Darcy Lilo perd son siège de député dans sa circonscription de Gizo.
  - María José Alvarado Muñoz, Miss Honduras 2014 est assassinée à Santa Bárbara[3]. Elle devait participer à partir du 20 novembre aux préparatifs pour le concours de Miss Monde qui a lieu à Londres.
- 21 novembre :
  - le diplomate Michel Kafando, désigné par le comité de transition du Burkina Faso regroupant des représentants de l'armée, de l'opposition et de la société civile ainsi que des chefs religieux et traditionnels, est investi président par intérim du Burkina Faso, dans le cadre de processus de transition mis en œuvre après la démission de Blaise Compaoré. Il est chargé de préparer les élections présidentielles et législatives prévues pour l'année prochaine, auxquelles il ne pourra se présenter. Il succède au lieutenant-colonel Isaac Zida, chef de l'État de transition, qui lui devient premier ministre.
  - le secrétaire d'État aux Anciens combattants et à la Mémoire Kader Arif soupçonné de favoritisme dans le cadre d'une attribution de marchés publics au conseil régional de Midi-Pyrénées démissionne du gouvernement français. Il est remplacé par le sénateur de Moselle Jean-Marc Todeschini.
  - le Parlement mongol élit par 42 voix sur les 44 membres du parlement présents (76 sièges en tout) du Parti démocratique, lors d'un scrutin boycotté par l'opposition du Parti populaire, Chimed Saikhanbileg nouveau premier ministre. Il succède à Dendev Terbishdagva qui été chargé de l'intérim.
- 22 novembre : à Bahreïn, les élections législatives sont remportées par les candidats indépendants avec 17 sièges.
- 23 novembre : le chef du parti anti-islamiste tunisien Nidaa Tounès, Béji Caïd Essebsi arrive en tête de l'élection présidentielle en Tunisie avec 39,46 % des suffrages, devant le président sortant Moncef Marzouki 33,43 %. Ils s'affronteront lors d'un second tour.
- 25 novembre :
  - le Parti démocrate des îles des Amis emmené par l'ancien ministre ʻAkilisi Pohiva remporte 10 des 26 sièges aux élections législatives aux Tonga.
  - après avoir remporté les élections législatives du 12 octobre dernier à Sao Tomé-et-Principe et obtenu la majorité absolue, Patrice Trovoada retrouve le poste de premier ministre qu'il a occupé en 2008 et entre 2010 et 2012. Il succède à Gabriel Costa.
- 27 novembre : la nigériane Diezani Alison-Madueke, ministre des Ressources pétrolières, devient la première femme élue présidente de l'Organisation des pays exportateurs de pétrole. Elle succède au vice-premier ministre libyen Abdourhman Atahar Al-Ahirish.
- 28 novembre :
  - le parti social-démocrate Siumut du premier ministre sortant Kim Kielsen remporte d'une très courte victoire les élections législatives au Groenland avec 34,3 % des voix, devançant de peu le parti indépendantiste d'extrême gauche, Inuit Ataqatigiit de Sara Olsvig qui lui obtient 33,2 %.
  - attentat à Kano, au Nigeria.
- 29 novembre :
  - le parti au pouvoir l'Organisation du peuple du sud-ouest africain du président Hifikepunye Pohamba remporte 77 des 104 sièges lors des élections législatives en Namibie. Le premier ministre Hage Geingob est lui élu nouveau président lors de l'élection présidentielle avec plus de 86 % des voix.
  - le premier ministre taïwanais Jiang Yi-huah démissionne après un revers de son parti, le Kuomintang lors des élections locales.
- 30 novembre :
  - la coalition pro-européenne remporte les élections législatives en Moldavie avec près de 44 % des suffrages, contre environ 40 % pour celle des pro-russes.
  - Tabaré Vazquez, premier président de gauche de l’Uruguay entre 2005 et 2010 est élu à nouveau président lors du second tour de l'élection présidentielle uruguayenne avec plus de 56 % des voix face au candidat du Parti national de centre-droit, Luis Lacalle Pou.
  - Michaëlle Jean est désignée secrétaire générale de la Francophonie lors du Sommet de la francophonie à Dakar.

## Décès
- Décès en novembre 2014